# たとえきみがどこにいこうと
「たとえきみがどこにいこうと」は、1991年2月21日に発売された鈴木雅之通算11作目のシングル。

## 解説
｢トヨタ･カリーナ｣CMソング。
表題曲はベスト・アルバム『MARTINI』に収録されたほか、カラオケ・ヴァージョンが、『MARTINI』と同日発売のオリジナル・カラオケ・アルバム『MARTINI Instrumental Collection』に収録された。
カップリングはアルバム『mood』からのリカット収録。

## 収録曲
1. たとえきみがどこにいこうと
  - 作詞：西尾佐栄子　作曲・編曲：中崎英也
2. それでもふたり
  - 作詞：大下きつま　作曲：安部恭弘　編曲：松本晃彦